# Maroharana
Maroharana est une commune rurale malgache située dans la partie sud-est de la région de Bongolava.